# گاوگوزنیان
گاوگوزنیان (نام علمی: Alcelaphinae) نام یک زیرخانواده از تیره گاوان است.